# Interrupted - L'amore incompiuto
Interrupted - L'amore incompiuto (Yarım Kalan Aşklar) è una serie televisiva drammatica turca composta da 8 episodi, distribuita sul servizio di streaming BluTV dal 10 settembre al 29 ottobre 2020. È diretta da Umur Turagay, elaborata da Ethem Özışık, Hakan Bonomo ed Ercan Uğur, prodotta da BluTV e Tims Productions ed ha come protagonisti Burak Deniz e Dilan Çiçek Deniz.
In Italia la serie è stata distribuita in esclusiva sul servizio di streaming Mediaset Infinity il 15 dicembre 2023.

## Trama
Il giornalista Ozan, appassionato di giornalismo investigativo, è alla ricerca di notizie misteriose e difficili e allo stesso tempo sta per sposarsi con la collega Elif Urazoğlu. La felicità per i due finisce dopo un terribile evento: Ozan perde la vita dopo essere stato investito da un'auto. Tuttavia, si ritrova nuovamente resuscitato in un nuovo corpo, in quello di Kadir, il quale deve svolgere due compiti impegnativi: scoprire chi lo ha ucciso e raccontare ad Elif tutti i fatti.

## Episodi
| Stagione       | Episodi | Pubblicazione Turchia | Pubblicazione Italia |
| -------------- | ------- | --------------------- | -------------------- |
| Prima stagione | 8       | 2020                  | 2023                 |

## Personaggi e interpreti

### Personaggi principali
- Mehmet Kadir Bilmez / Ozan, interpretato da Burak Deniz, doppiato da Edoardo Stoppacciaro.
- Elif Urazoğlu, interpretata da Dilan Çiçek Deniz, doppiata da Giulia Franceschetti.
- Nejat Amir, interpretato da Cem Davran.
- Ayı İsmet, interpretato da Ezel Akay, doppiato da Stefano Alessandroni.
- Saadet, interpretata da Esra Ruşan, doppiata da Chiara Gioncardi.
- Ada, interpretata da Zeynep Naz Kasap.
- Ebru, interpretata da Nazlı Bulum, doppiata da Joy Saltarelli.
- Mehmet, interpretato da Cihat Süvarioğlu, doppiato da Alessandro Rigotti.
- Ece, interpretata da Gizem Ünsal, doppiata da Monica Volpe.
- Çagla, interpretata da Başak Gümülcinelioğlu, doppiata da Giorgia Brunori.
- Ihsan, interpretato da Onur Gürçay, doppiato da Marco Benvenuto.

### Personaggi secondari
- Ozan, interpretato da Tolga Sarıtaş, doppiato da Emanuele Ruzza.
- Ehsan, interpretato da Muhammad Abdullah.
- Cemal, interpretato da Burak Çimen.
- Haluk, interpretato da Sehsuvar Aktas.
- Hikmet, interpretato da Ali Ihsan Çiçek.
- Sadullah, interpretato da Dogan Çetiner.
- Usta, interpretato da Vural Ceylan.
- Madre di Ebru, interpretata da Nilüfer Gürkonak.
- Padre di Ozan, interpretato da Orhan Sertsoy.
- Poliziotto, interpretato da Taner Kadak.
- Bambino, interpretato da Baran Sengül.
- Musicista, interpretato da Emre Terzioglu.
- Dottore, interpretato da Hakan Oztas.
- Uomo di İsmet 1, interpretato da Dogukan Mutlu.
- Uomo di İsmet 2, interpretato da Cafer Alpsolay.
- Ragazzo, interpretato da Mehmet Kirik.
- Ragazza, interpretata da Yaprak Medine.

## Produzione
La serie è diretta da Umur Turagay, elaborata da Ethem Özışık, Hakan Bonomo ed Ercan Uğur e prodotta da BluTV e Tims Productions.

### Sviluppo
Inizialmente, per il ruolo da protagonista era stata scelta l'attrice Hande Erçel, la quale avrebbe dovuto recitare al posto di Dilan Çiçek Deniz, ma a causa del suo impegno nella serie Love Is in the Air (Sen Çal Kapımı) non ha potuto prendere parte alla serie, mentre per il ruolo di Nejat Amir era stato scelto l'attore Ali Atay, ma in seguito anche lui ha rinunciato.

### Riprese
Le riprese della serie sono state effettuate a Istanbul, sebbene alcune scene sono state realizzate intorno alla penisola storica e altre presso gli studi della BluTV.

## Promozione
Dal mese di luglio 2020 BluTV e la società di produzione Tims Productions hanno rilasciato i primi trailer della serie, programmando l'anteprima per il 10 settembre dello stesso anno.